# Флументаль
Флументаль (нем. Flumenthal) — коммуна в Швейцарии, в кантоне Золотурн. 
Входит в состав округа Леберн. Население составляет 995 человек (на 16 апреля 2008 года). Официальный код — 2545.